# آلاء السعدون
 آلاء عبد الله حمود السعدون وهي سياسية عراقية شغلت منصب عضوة في الجمعية الوطنية الانتقالية المؤقتة عامي 2004 و2005، وعضوة في مجلس النواب العراقي لدورته الإولى عن جبهة التوافق العراقية وعن محافظة بغداد، وشغلت منصب رئيس اللجنة المالية في تلك الدورة.